# Extra 3
extra 3 ist ein politisches Satiremagazin des Norddeutschen Rundfunks (NDR). Es wird in mehreren Staffeln an 27 Donnerstagen im Jahr im Ersten präsentiert und an den darauf folgenden Mittwochen im NDR Fernsehen sowie auch auf tagesschau24 wiederholt. Außerdem ist es jederzeit in der ARD Mediathek zu sehen.

## Geschichte
Gegründet wurde die Sendung vom damaligen NDR-Chefredakteur Peter Merseburger und seinem Stellvertreter Dieter Kronzucker. Die Erstausstrahlung erfolgte am Dienstag, den 21. September 1976 im NDR Regionalprogramm. Rudolf Lauschke und Gerhard Quack entwickelten die Sendung.
Die Sendeplätze wechselten im Laufe der Jahre: 1988 zum Beispiel jeden Freitag ab 20:15 Uhr, in den 1990er Jahren anfangs freitags um 20:45 Uhr, später und in den 2000er Jahren dann donnerstags um 22:30 bzw. 23 Uhr. Ende der 2000er wechselte die Sendung auf den Sonntagabend um 22:45 Uhr und läuft seit dem 8. Juni 2011 am Mittwochabend um 22:50 Uhr. Am 9. Oktober 2014 wurde extra 3 erstmals bei Das Erste ausgestrahlt, wo es seitdem staffelweise am Donnerstag um 22:50 Uhr im Wechsel mit anderen Satireformaten zu sehen ist. Die Sendung wird ohne festen Sendeturnus auf tagesschau24 wiederholt.
Im Jahr 2018 hatten die Ausgaben im NDR Fernsehen durchschnittlich 244.000 Zuschauer bei einem Marktanteil von 7,1 % (NDR Sendegebiet, Zuschauer ab 3 Jahre). Die Ausgaben im Ersten hatten 2018 durchschnittlich 1,8 Millionen Zuschauer bei einem Marktanteil von 10,4 % (bundesweit, Zuschauer ab 3 Jahre). 
Zum Vergleich: 1997 betrug die Einschaltquote der Sendungen im NDR Fernsehen durchschnittlich 180.000 Zuschauer, was einen Marktanteil von 5,7 % im NDR-Sendegebiet bedeutete (Zuschauer ab 3 Jahre). Die erste Sendung im Ersten am Donnerstag, dem 9. Oktober 2014, erreichte bundesweit 1,43 Millionen Zuschauer und entsprach einem Marktanteil von 8,4 %.

### Eklat um Erdoğan-Videos
In der Sendung vom 17. März 2016 wurde ein Lied mit dem Titel Erdowie, Erdowo, Erdogan ausgestrahlt. Dieses befasst sich satirisch mit der Politik des türkischen Staatspräsidenten Recep Tayyip Erdoğan. Der mit Erdoğan-Bildern unterlegte Text thematisiert die Einschränkung der Pressefreiheit in der Türkei, beispielsweise bei der Abschaltung des türkischen Fernsehsenders Bugün TV, Menschenrechtsverletzungen sowie den Prozess gegen kritische Journalisten. Am 27. März 2016 wurde bekannt, dass der deutsche Botschafter Martin Erdmann ins Außenministerium in Ankara einbestellt worden war. Hierbei war unter anderem verlangt worden, die weitere Verbreitung des Videos zu unterbinden. Der Botschafter musste sich nach Medienangaben für den rund zweiminütigen Beitrag rechtfertigen. Daraufhin teilte das Auswärtige Amt mit, Erdmann habe bei dem Gespräch mit Unterstaatssekretär Murat Esenli deutlich gemacht, „dass Rechtsstaatlichkeit, die Unabhängigkeit der Justiz und der Schutz grundlegender Freiheiten, einschließlich der Presse- und Meinungsfreiheit, hohe Güter seien, die gemeinsam geschützt werden müssten“, sowie darauf hingewiesen, dass politische Satire in Deutschland von der Presse- und Meinungsfreiheit gedeckt sei „und es deshalb weder eine Notwendigkeit noch die Möglichkeit für ein Handeln der Bundesregierung gibt“.
NDR-Fernsehen-Chefredakteur Andreas Cichowicz betonte, das diplomatische Handeln der türkischen Regierung aufgrund eines extra 3-Beitrages sei nicht mit dem sendereigenen Verständnis von Presse- und Meinungsfreiheit vereinbar.
Daraufhin veröffentlichte die Redaktion eine weitere Videoversion des Liedes mit türkischen Untertiteln. Zudem wurde Erdoğan in der Sendung als „Mitarbeiter des Monats“ ausgezeichnet. Mit Stand Juni 2022 erreichte das Original auf der Internetplattform YouTube  bereits über 16 Millionen Aufrufe.
Als Reaktion auf diesen Eklat verlas Jan Böhmermann am 31. März 2016 in seiner Sendung das umstrittene Gedicht Schmähkritik, das Grundlage für die Böhmermann-Affäre war.
Am 23. März 2017 legte die extra 3-Redaktion zu diesem Thema nach, diesmal mit dem Lied Neuer Song für Erdogan (den Schnuckel-Schnauzbart-Chef-Osman). Erneut diente ein Lied von Nena als Vorlage, diesmal 99 Luftballons. Der wiederum mit Bildern Erdoğans unterlegte Text behandelt neben den Themen des ersten Liedes seinen Hass gegen Kurden, die Kritik an ausländischen Politikern und Ausweisung von türkischen Politikern aus den Niederlanden sowie Auftrittsverbote von türkischen Politikern in den Niederlanden und Deutschland.

### Alice Weidel als „Nazi-Schlampe“
Die Spitzenkandidatin der AfD, Alice Weidel, forderte in ihrer Parteitagsrede im April 2017, die politische Korrektheit auf den Müllhaufen der Geschichte zu werfen. In einer extra 3-Sendung äußerte Moderator Ehring Zustimmung mit den Worten: „Jawoll. Schluss mit der politischen Korrektheit, lasst uns alle unkorrekt sein. Da hat die Nazi-Schlampe doch recht. War das unkorrekt genug? Ich hoffe!“ Daraufhin stellte Weidel beim Hamburger Landgericht einen Unterlassungsantrag, der jedoch scheiterte. Das Landgericht argumentierte, dass es sich „klar erkennbar“ um Satire handele. Da Alice Weidel im „Blickpunkt der Öffentlichkeit“ stehe, müsse sie auch „überspitzte Kritik“ hinnehmen, zumal der Ausdruck „auf Weidel und ihre Forderung nach Abschaffung der Korrektheit Bezug“ nehme. Weidel legte Beschwerde beim Hanseatischen Oberlandesgericht ein, zog diese jedoch wieder zurück.

## Sendeinhalte
Als Dieter Kronzucker 1976 extra 3 „erfand“, sollten eigentlich einfach nur die Absurditäten des politischen Alltags abgehandelt werden, die Sendung wurde deshalb zwangsläufig zum reinen Satire-Magazin. Heute beleuchtet extra 3 wöchentlich das politische Geschehen in Form von satirischen Kurzbeiträgen, Moderationen und Stand-Ups. Neben Beiträgen, in denen aktuelle Geschehnisse satirisch dargestellt bzw. verarbeitet werden, gibt es in der Sendung auch einige feste Rubriken.

### Aktuelle Rubriken

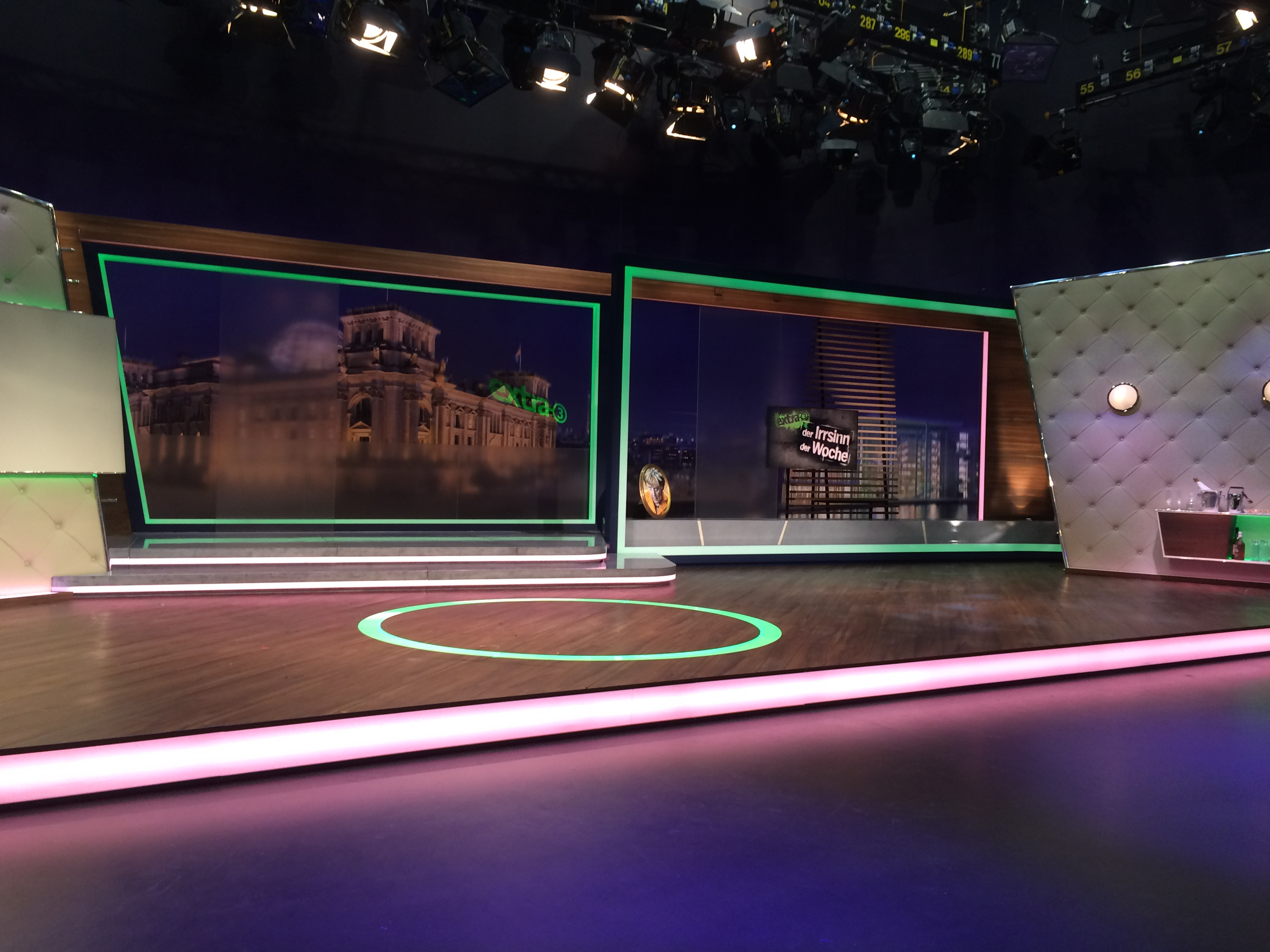
Das extra 3-Studio seit 2014

- Der reale Irrsinn: In dieser Rubrik geht es um skurrile, reale Vorfälle und Ereignisse in Deutschland. Oft sind dies Schildbürgerstreiche rund um staatliche Baumaßnahmen oder Behördenpossen. Unregelmäßig gibt es auch ganze Sendungen rund um diese Rubrik als „extra 3 Spezial: Der reale Irrsinn XXL“, in der sechs Beiträge in Form einer Hitliste präsentiert werden.
- extra 3 Extra: Janin Ullmann präsentiert im extra 3-Studio satirische Nachrichten über bestimmte aktuelle Themen im Stil der Tagesschau.
- Statistikexperte Klaas Butenschön präsentiert im extra 3-Studio fiktive Umfragen mit satirischen Fragen und stellt deren absurde Antwortmöglichkeiten vor.
- Petra Nadolny, Judith Richter, Holger Stockhaus, Cem-Ali Gültekin und andere Comedyschauspieler treten in verschiedenen Sketchen auf.[20][21][22]
- Max Giermann tritt im extra 3-Studio in verschiedenen Rollen auf, darunter als Günter Wallraff, Thomas Roth (in der Tagesthemen-Parodie „Thomasthemen“), Sigmar Gabriel, Martin Schulz, Jens Spahn, Donald Trump und Robert Habeck.[23]
- Die Laudatio der Woche hält Oliver Kalkofe regelmäßig am Pult im extra 3-Studio über aktuelle politische Themen.
- GroKo in der FuZo: Die fiktiven Bundestagsabgeordneten Philipp Meyer-Degenhardt von der CDU und Ingo Wolski von der SPD streiten sich ständig und werden gespielt von Nils Holst und Oliver Kleinfeld. In der Fußgängerzone treffen sie auf reale Menschen, die auf diese Streitereien der Großen Koalition entsprechend reagieren und damit die Regierungspolitik kommentieren.
- Der kleine Mann: Der extra 3-Reporter Jakob Leube geht in den Bundestag, auf Parteitage oder Messen und fordert die Politiker o. a. vermeintlich naiv dazu auf, ihm ein bestimmtes Thema (z. B. Vorratsdatenspeicherung) genauer zu erklären und provoziert dadurch unerwartete Antworten.[24]
- Katja Kreml: Katja Garmasch[25] entlockt den Menschen in Umfragen auf der Straße mit ihrem vermeintlich russischen Background als „russische Austauschreporterin“ überraschend ehrliche Antworten, die diese „normalen“ Reporterinnen nicht gäben.[26]

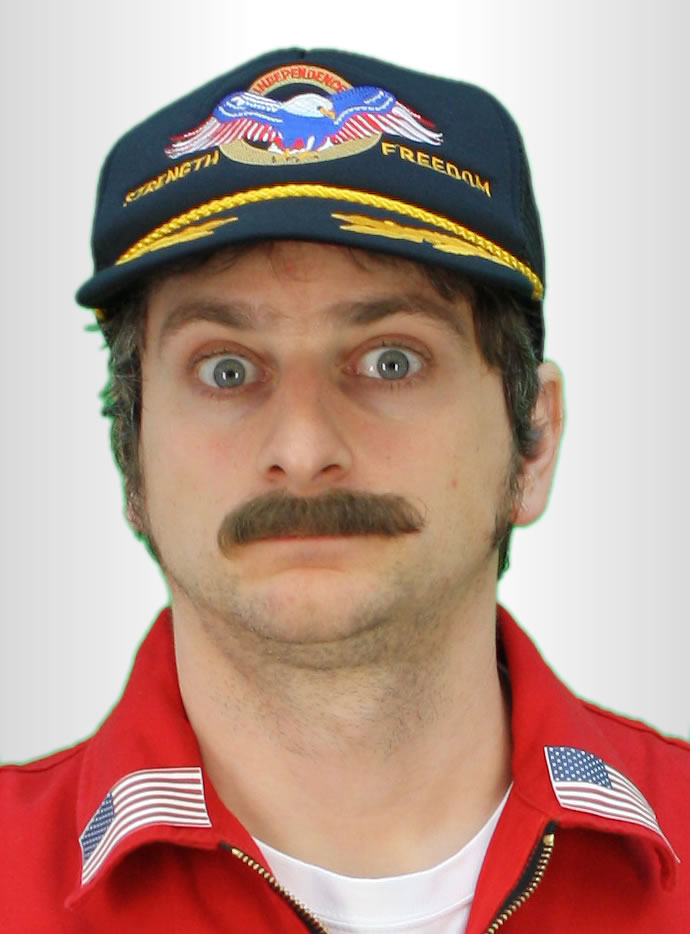
Jesko Friedrich als „Johannes Schlüter“

- Johannes Schlüter (Jesko Friedrich und Dennis Kaupp): diese fiktive Figur hat in jedem Beitrag einen anderen Beruf, der vorgestellt und an dem ein aktuelles Thema satirisch aufbereitet wird, z. B. Johannes Schlüter als Bushpilot im Kopf des (damaligen) amerikanischen Präsidenten George W. Bush, als Supernanny der Politiker, als Empörungsindustrieller, als Wahlkampfberater der Union, als Filmregisseur des neuen „SPD-Blockbusters“, als Mitarbeiter des Bundespräsidenten und weitere. 2009 wurde die Rubrik mit dem Grimme-Preis ausgezeichnet.[27]
- extra 3 Songs: Hier werden Rock- und Popsongs sowie Schlager wie Born to Be Alive, Hier kommt Alex und Mein kleiner grüner Kaktus mit aktuellen Bezügen umgetextet. Autoren sind Dennis Kaupp und Jesko Friedrich (siehe Rubrik „Johannes Schlüter“).
- extra-3-Experte Heinz Strunk: Der Autor und Schauspieler Heinz Strunk „erklärt“ aktuelle gesellschaftliche Themen und bringt mit vermeintlichen Tipps überraschende Wahrheiten ans Licht.
- Torsten Sträter: Er tritt als „Vize-Ersatz-Pressesprecher“ verschiedener Parteien, Organisationen und Personen auf und erklärt mit überraschenden Fakten deren kritikwürdiges Verhalten.
- Die extra 3-Familie: Am Beispiel einer fiktiven Familie werden aktuelle Alltagsphänomene und gesellschaftliche Trends satirisch aufs Korn genommen (z. B. Sprachassistenten, Ernährungswahn oder Selfies). Darsteller sind Janis Zaurins (»Vater«) und Jenny Klippel (»Mutter«).
- Werbung: Hier wird eine fiktive und ironische Werbung, meist für eine Partei, eine Firma oder sogar eine Person gesendet. Oft finden sich Parallelen zu realen Werbeclips.
- Parteienforscherin Prof. Dr. Ute Rehbein: Kirstin Warnke erläutert als burschikose Parteienforscherin Prof. Dr. Ute Rehbein im Gespräch mit Moderator Christian Ehring aktuelle politische Zusammenhänge.
- Schlegl in Aktion: Tobias Schlegl geht auf die Straße, zu Parteitagen oder Messen und konfrontiert Passanten und Politiker mit „grotesken“ Situationen (Verscherbeln von Atommüll, Unterschriften sammeln für „Ein Herz für die SPD“ oder für „Homosexuelle sind ganz normale Menschen“).
- Caroline Korneli ist, ähnlich wie Tobias Schlegl, Außenreporterin und wirft einen ironischen Blick auf aktuelle Trends und Ereignisse. Die Berichterstattung persifliert den Ton des gängigen Betroffenheitsjournalismus und nimmt ironisch Anleihen aus der Erzählweise von Milieustudien bzw. -reportagen (Caro Korneli bei den „Anonymen Liberalen“; Apple, die Sekte – ein Bekehrungsversuch).
- Sarah Bosetti: Sarah Bosetti liest „Liebesbriefe“ (oftmals bösartige und unsachliche Hassbriefe) vor, und kommentiert/beantwortet diese, auch auf verspottende Weise. Die letzte Antwort nimmt dabei immer die Form eines Gedichts an.
- Hefte raus!: Christian Ehring erklärt, unterstützt durch eine BIldpräsentation im Stil eines Diavortrags (inklusive Geräuschkulisse), historische Hintergründe und Zusammenhänge bestimmter Themen (Drogenpolitik, Ausbeutung von Arbeitern, Waffen in den USA). Seit Anfang 2022 setzt Ehring sich dazu hinter ein Lehrerpult. Verwendung erstmals im September 2021 zur Geschichte Afghanistans.
- NNN – Neueste Nationale Nachrichten: Diese gaben aus der fiktiven Sicht von Adolf Hitler (ursprünglich gesprochen von Robert Missler, der auch regelmäßig Schauspielrollen übernimmt) einen satirischen Rückblick über aktuelle Ereignisse in der rechtsextremen Szene. Dabei wurden auch Aufnahmen aus alten Nazi-Propagandafilmen verwendet. Die Redeaufnahme von Hitler, die immer neu synchronisiert wird, stammt meist aus dem Film Triumph des Willens.

### Eingestellte Rubriken

extra-3-Studio von Juni 2009 bis Ende Juli 2011

- Das K-Team: (früher „Die Kanzlerkantine“): Kunststoffpuppen der damaligen Regierungspolitiker Merkel, Westerwelle und Guttenberg sagten das, was ihre Vorbilder vermeintlich tatsächlich glaubten. Sie wurden mit dem Stop-Motion-Verfahren animiert.
- Die Sendung mit dem Klaus (alias „Ach- und Krachgeschichten“): Hier wurden u. a. aktuelle politische Themen im Stil der Sendung mit der Maus („Lach- und Sachgeschichten“) satirisch erklärt.
- Die deutsche Durchschnittsfamilie: Sie bestand aus Vater, Mutter und 1,3 (früher: 1,4) Kindern. Der Vater erklärte dem Kind meist aktuelle politische Themen, woraufhin das Kind immer einen Widerspruch darin findet und die Politik nicht versteht.
- Krisenherde unserer Zeit: Trickfilmserie (2003–2006).
- Dat geiht voor in Stapelmoor: Drei Friesen aus Stapelmoor, die in der Skatrunde ihrer Stammkneipe über Gott und die Welt redeten und nur die ganz heißen Themen anfassten: Theo, der Pragmatiker, Horst, der Denker, und Alerich, der Visionär. „Männer, die ein Blatt in die Hand, aber keins vor den Mund nehmen.“
- Die Puschel: Hier wurde das politische Geschehen aus der Sicht zweier Mikrofone (NDR bzw. ARD und ZDF) dargestellt (ab 2005, unregelmäßig).
- Der Bundesadler: Ein drolliger Stoff-Bundesadler (im Stil einer Muppet-Figur) kommentierte das Geschehen im Bundestag aus seiner Sicht im Dialog mit dem Moderator.
- Kurzfilme von Alexander Lehmann: Der extra 3-Autor Alexander Lehmann präsentierte in seinen computeranimierten Kurzfilmen zynische Tipps, z. B. über die besten Methoden, das deutsche Gesundheitssystem zu sanieren.
- Hobbythek: Alte Filme von Jean Pütz zu aktuellen Themen neu synchronisiert. Dabei wurde es immer so dargestellt, als könnte man sich das politische Thema zum Hobby machen (z. B. „Wie bastel’ ich mir ’ne Ölkatastrophe?“).
- Sendezeit für Minderheiten: Ein Vertreter einer Minderheit (z. B. Juden, Behinderte) hielt einen satirischen Vortrag.
- Sendezeit für Wutbürger: Eine Wutbürgerin hielt eine doppeldeutige Rede gegen Satire, meist von Janin Ullmann gespielt; am häufigsten wurde die fiktive Figur „Peggy Nowak“ gezeigt, eine klischeehafte Germany’s-Next-Topmodel-Zuschauerin, manchmal mit fremdenfeindlichen Sprüchen in lustigen Zusammenhängen (z. B. Jahreszeiten), vergleichbar mit Ehrings Moderationen über die PEGIDA.
- Postillon24: Anne Rothäuser und Thieß Neubert aus der gleichnamigen NDR-Sendung boten in einzelnen Langausgaben (noch vor den Sendungen im Ersten) anstelle von Abgehakt einen fiktiven Nachrichtenrückblick.
- Bodyguard: Armin Rohde trat als überforderter Personenschützer wechselnder Politiker auf.
- Classix: Sehenswerte Beiträge früherer Jahre wurden in dieser Rubrik noch einmal gezeigt. Darunter etwa Beiträge, die an die Telekolleg-Sendungen angelehnt waren und den gleichen Namen trugen.
- Walulis sieht fern: Es wurden Clips aus Walulis’ Sendung gezeigt, die das Thema Fernsehen satirisch parodierten.
- Stumpfi wills wissen: Die „Reportersocke Stumpfi“ befragte im Stile einer Kindersendung Politiker zu aktuellen Themen.
- Neulich im Bundestag: Ausschnitte aus Bundestagsdebatten, Nachrichtensendungen und von bedeutenden Ereignissen neu synchronisiert. Lief in NDR-Sendungen als Schlussrubrik regelmäßig unter dem Abspann.
- Jasmin: Die extra 3 Reporterin Jasmin Wenkemann besuchte vorgeblich als Boulevardreporterin Veranstaltungen und befragte Politiker zu ihrer Politik und privaten Themen. Da ihre Fragen häufig provokativ gestellt waren, stieß dies nicht immer auf Gegenliebe. Viele Politiker antworteten gar nicht auf ihre Fragen. Jasmin Wenkemann stellte häufig Fragen gegen verschiedene Politiker und spielte sie gegeneinander aus, beispielsweise ein Interview mit Claudia Roth über den Bart von Jürgen Trittin.
- Abgehakt – die Woche aus der Sicht der Nachrichten: Kurze Ausschnitte zu aktuellen Themen aus verschiedenen Nachrichtensendungen werden hier zusammengeschnitten und satirisch kommentiert, regelmäßiger Sprecher ist Frank Gustavus.

## Aktuelle Sendetermine
extra 3 läuft am Mittwoch um 22:00 Uhr im NDR Fernsehen oder am Donnerstag um 22:45 Uhr im Ersten (Stand: Dezember 2021). Die Sendung wird auf diversen ARD-Spartenkanälen und in den verschiedenen dritten Programmen wiederholt. Alle aktuellen Sende- und Wiederholungstermine listet der NDR auf der Homepage von extra 3 auf.
 Änderungen im Ersten 
Mit dem Teilübergang ins Erste wurden einige Änderungen vollzogen: Die Sendung wurde um 15 Minuten auf 45 Minuten verlängert, das Studio-Set umgebaut und verschiedene regelmäßige neue Studio-Acts eingeführt, u. a. die Satiriker Oliver Kalkofe, Maxi Schafroth, Heinz Strunk, Torsten Sträter, die Parodisten Max Giermann und Michael Kessler sowie Kirstin Warnke und Janin Ullmann. Anfangs trat auch Schauspieler Armin Rohde in der filmischen Rubrik „Der Bodyguard“ auf sowie verschiedene prominente „Cameo“-Überraschungsgäste. An der inhaltlichen Ausrichtung der Sendung hat sich mit dem Teilübergang ins Erste nichts verändert.

## Mitarbeiter

### Moderatoren
| Zeitraum  | Name               | Sendung             |
| --------- | ------------------ | ------------------- |
| 1976–1977 | Dieter Kronzucker  | extra 3             |
| 1976–1977 | Peter Merseburger  | extra 3             |
| 1976–1981 | Wolf von Lojewski  | extra 3             |
| 1977–1989 | Lea Rosh           | extra 3             |
| 1989–1997 | Hans-Jürgen Börner | extra 3             |
| 1997–2000 | Michael Gantenberg | extra 3             |
| 2000–2004 | Jörg Thadeusz      | extra 3             |
| 2004–2007 | Thomas Pommer      | extra 3             |
| 2007–2011 | Tobias Schlegl     | extra 3             |
| seit 2011 | Christian Ehring   | extra 3             |
| 2014–2015 | Janin Ullmann      | Realer Irrsinn XXL  |
| 2016–2017 | Barbara Ruscher    | Realer Irrsinn XXL  |
| 2018–2019 | Maxi Schafroth     | Realer Irrsinn XXL  |
| 2020      | Sarah Kuttner      | extra 3 mit Kuttner |

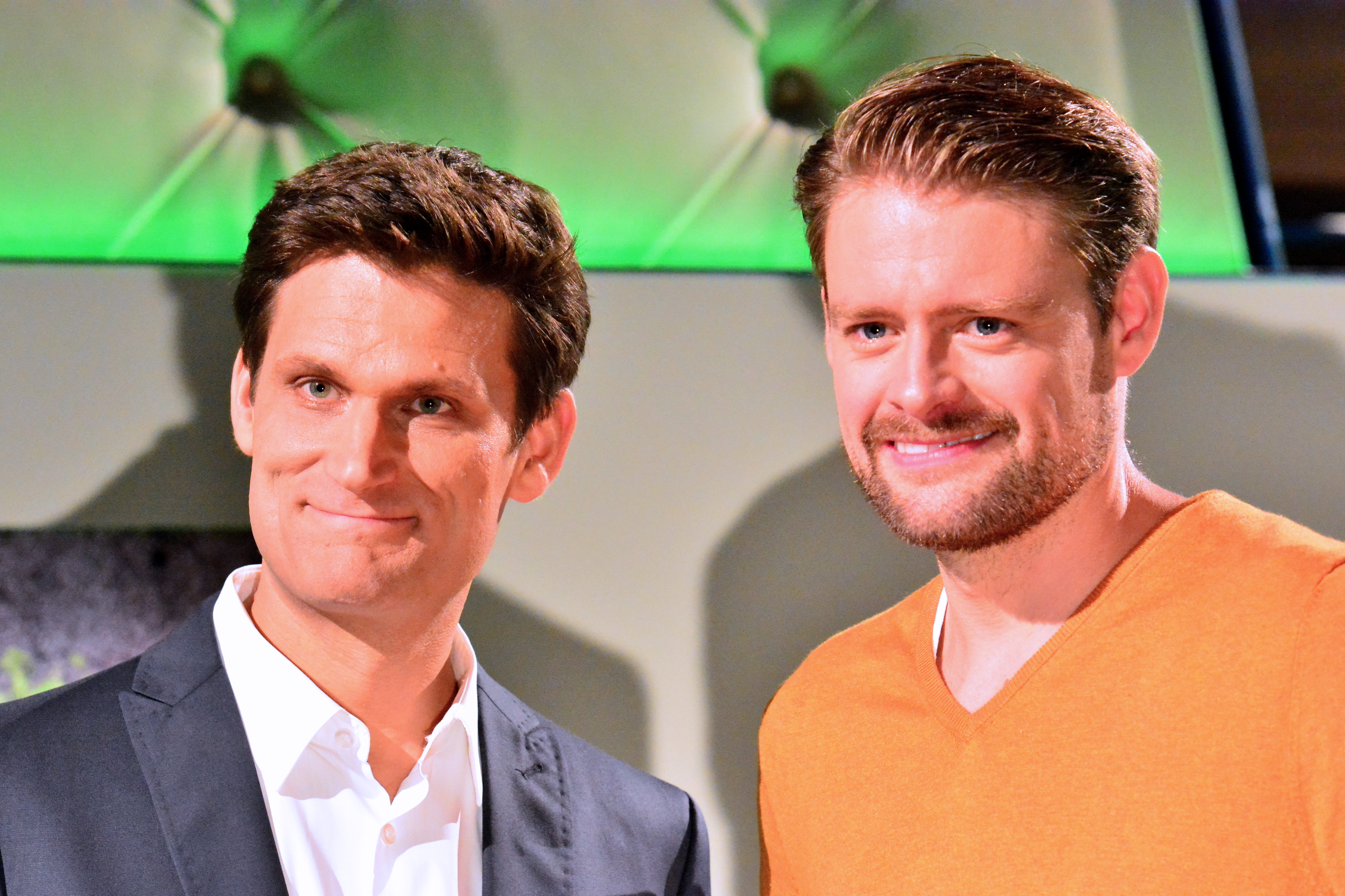
Christian Ehring und Max Giermann bei einem Fototermin für die neugestaltete Satireshow

Dennis Gastmann in Patagonien, 2010

Die ersten Moderatoren der Sendung waren Dieter Kronzucker, Peter Merseburger und Wolf von Lojewski, die alle 1976 begannen. Von Lojewski hörte 1981 auf. 1977 kam Lea Rosh hinzu, die 1989 von Hans-Jürgen Börner abgelöst wurde. Seine Vertretung war Heidrun Petersen. Michael Gantenberg löste Börner 1997 ab, bis dieser 2000 durch Jörg Thadeusz ersetzt wurde. Gantenbergs und Thadeusz’ Vertretung war bis 2001 Patricia Schlesinger. Jörg Thadeusz selbst hörte am 26. Dezember 2004 auf und wurde durch den bereits am 15. April desselben Jahres beginnenden Thomas Pommer ersetzt. Seine Vertretung und die seines Nachfolgers Tobias Schlegl war Anja Reschke bis 2008. Schlegl moderierte die Sendung ab dem 19. Juli 2007 und wurde seinerseits am 29. Juli 2011 vom Kabarettisten Christian Ehring abgelöst. Da Anja Reschke 2008 mit der Vertretung für Schlegl aufhörte, löste sie Christoph Lütgert ab, ehe sie 2011 doch wieder einstieg. Weitere Moderatoren der Sendung sind/waren Carl Heinz Ibe, Gerhard Quack, Lutz Lehmann, Lutz Mahlerwein, Navina Sundaram, Rolf Seelmann-Eggebert, Rudi Lauschke, Wolfgang Bremke und Ingrid Kansy. Die Sendung vom 18. Februar 2015 wurde ohne Angabe von Gründen von Torsten Sträter moderiert, Klaas Butenschön ergänzte gelegentlich Moderationen und übernahm die Rolle der Regie.
2015 wurden Sondersendungen namens extra 3 Spezial: Der reale Irrsinn XXL von Janin Ullmann und einer Gartenzwerghandpuppe moderiert. Von 2016 bis 2017 moderierte Barbara Ruscher, ab Februar 2018 Maxi Schafroth. Von Februar bis Dezember 2020 wurden die XXL-Sendungen durch extra 3 mit Kuttner ersetzt. Sarah Kuttner widmete sich statt aktueller Politik eher Alltagsthemen und zeigte in jeder Ausgabe ältere Clips des realen Irrsinns. Genau wie der Reale Irrsinn XXL lief extra 3 mit Kuttner immer nur dann mittwochs, wenn Christian Ehring am darauffolgenden Donnerstag im Ersten zu sehen war. Seit 2021 werden aufgrund von Sparmaßnahmen beim NDR keine weiteren Kuttner-Ausgaben mehr produziert. Inhaltlich gleich wird seit Februar 2021 extra 3 Spezial : Der reale Irrsinn auf der Couch ausgestrahlt, bei der die Beiträge durch abgefilmte Zuschauerreaktionen unterbrochen werden.

### Gastmoderatoren
Im Rahmen des sogenannten extra 3 Powerpacks, einer Sendungsreihe im Herbst 2000, führten die Politiker Cem Özdemir (Bündnis 90/Die Grünen), Thomas Goppel (CSU), Guido Westerwelle (FDP) und Gregor Gysi (PDS/Die Linke) als alleinige Moderatoren durch das Magazin.

### Ehemalige Mitarbeiter

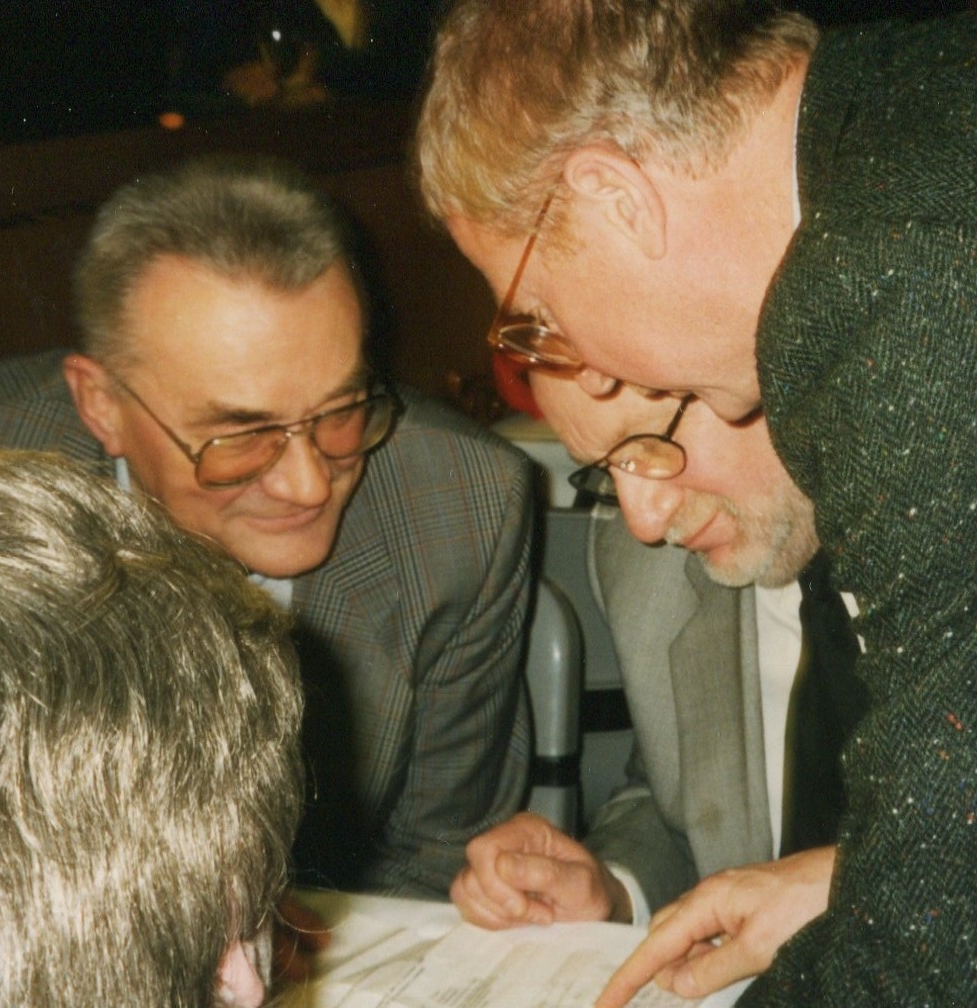
Redaktionssitzung mit Rudi Lauschke (links) und Gerhard Quack

Andere Mitarbeiter der Sendung waren Stefan Aust (ab 1976) als Reporter, Karsten Biehl (1976–1995) als Autor, Reporter und Interviewer, Theo Koll (1987–1988), Wigald Boning (1992–1993) und Dennis Gastmann (2004–2009) als Autor, Reporter und Interviewer, Mark Scheibe (2002–2003) als Pianist und Sänger, Janine Kunze alias Emma D (Ende 2004) als Co-Moderatorin, Karl-Otto Maue (1993–1996) und Hermann Hoffmann (1990) als Moderator, Humorist und Kapellmeister, Alfons alias Emmanuel Peterfalvi (2001–2006) als fiktiver französischer Reporter.

## Team
Das aktuelle Team von extra 3 (Stand: Juli 2019) besteht aus:
- Redakteure: Andreas Lange, Christian Sieh, Alicia Anker, Klaas Butenschön, Jasmin Wenkemann, Sabine Platzdasch, Marike Karstens
- Freie Autoren: Dietmar Jacobs, Matthias Grübel, Henning Nasse, Daniel Sprenger, Jesko Friedrich, Tobias Schlegl, Tobias Döll, Martina Hauschild, Sven-Oliver Durke, Dennis Kaupp, Jakob Leube, Patricia Kümpel, Jens Barkhorn, Sebastian Rieth, Sine Wiegers, Boris Rosenkranz, Freddy Radeke, Linda Luft, Jenny Kallenbrunnen, Tim Grunendahl, Simon Hauschild
- Internetpräsenz: Emrah Cekinmez

## Auszeichnungen
- 2009: Grimme-Preis für die extra 3-Rubrik „Johannes Schlüter“[27]
- 2011: Nominierung zum Grimme-Preis für die extra 3-Rubrik „Schlegl in Aktion“ mit Tobias Schlegl[32]
- 2012: Nominierung zum Grimme-Preis für die extra 3-Rubrik „Neueste Nationale Nachrichten“[33]
- 2016: Deutscher Comedypreis für Beste Satireshow (NDR)[34]
- 2017: Nominierung zum Grimme-Preis[35]
- 2017: Nominierung zum Deutschen Fernsehpreis[36]
- 2018: Deutscher Fernsehpreis für Beste Comedy (NDR/ARD)[37]
- 2018: Nominierung zum Deutschen Comedypreis[38]
- 2019: Nominierung zum Grimme-Preis[39]
- 2020: Nominierung zum Juliane-Bartel-Preis für Fiktion & Entertainment
- 2021: Nominierung zum Deutschen Comedypreis

## Trivia

### Hörfunk-Sendung gleichen Namens
Von 1975 bis 1998 gab es beim Hörfunksender SWF3 eine Zeitfunksendung, die täglich von 12 bis 13 Uhr gesendet wurde und ebenfalls den Namen extra 3 trug.

### Pferdekoppelgate
Im Jahr 1992 sorgte die damalige Leiterin des Landesfunkhauses Niedersachsen Lea Rosh für NDR-interne Verstimmungen. Sie hatte „auf kurzem Dienstweg“ einen Bericht von extra 3 über einen vorher durch das Magazin Der Spiegel bekannt gewordenen Briefwechsel mit dem damaligen Potsdamer Oberbürgermeister und SPD-Parteikollegen Roshs, Horst Gramlich, unterbunden. Darin hatte sie Gramlich gebeten, ihr diskret beim Erwerb eines „Bauernhauses mit Pferdekoppel“ zu helfen. Gramlich hatte durch seinen Büroleiter antworten lassen, dass ihn und Rosh offenbar Welten trennten. Die extra 3-Redaktion beklagte nach Roshs erfolgreichem Eingreifen „klassische Zensur“. NDR-Programmdirektor Jürgen Kellermeier forderte von Rosh eine Entschuldigung bei der Redaktion wegen „Mitteln der hierarchischen Intervention, der Einschüchterung und der Drohung in eigener Privatsache“. Rosh kam dieser Forderung in sarkastischer Form nach.

### Sonstiges
Der aktuelle Untertitel der Sendung ist „Der Irrsinn der Woche“. Bis 2014 wurde „Die einzige Satiresendung“ verwendet.